# لوز غارسيا
لوز غارسيا هي عارضة دومينيكانية، ولدت في 15 أبريل 1977 في موكا في جمهورية الدومينيكان.

## وصلات خارجية
- لوز غارسيا على موقع IMDb (الإنجليزية)
- لوز غارسيا على موقع قاعدة بيانات الفيلم (الإنجليزية)